# O segrare från Golgata
O segrare från Golgata är psalm av Lewi Pethrus (1884-1974), den svenska pingströrelsens ledare under många år under 1900-talet. Psalmen har tre 8-radiga verser.

## Publicerad i
- Segertoner 1930 som nr 12 under rubriken "Jesu lidande och död. Blodet. Försoningen".
- Segertoner 1988 som nr 452 under rubriken "Ur kyrkoåret - Jesu lidande och död – fastetiden".[1]